# Фріц Келлер
Фредерік Келлер або Фрідріх Келлер (фр. Frédéric Keller, нім. Friedrich Keller; нар. 21 серпня 1913, Страсбург, Німеччина — пом. 8 червня 1985) — французький футболіст, нападник. Більше відомий, як Фріц Келлер. Учасник чемпіонату світу 1934 року.

## Спортивна кар'єра
Протягом усієї кар'єри професіонального футболіста захищав кольори одного клуба. У першому сезоні «Страсбур» посів четверте місце в північній групі другого дивізіону, а в додатковому турнірі здобув путівку до ліги найсильніших. До кінця 30-х років команда з Ельзасу була на провідних ролях в еліті французкого футболу, завершувала чемпіонати на другому і третьому місцях. Особисто для Келлера найкращим став сезон 1934/35 — 21 гол в 30 іграх.
Вдало команда виступила в кубку Франції 1936/37. На шляху до фіналу були здобуті перемоги над «Ексельсіором» (Рубе), «Ред Старом» (Париж) і «Руаном». Завдяки голу Оскара Рора, «Страсбур» повів у рахунку і у вирішальному матчі, але втримати позитивний результат не вдалося — трофей дістався суперникам із «Сошо».
У складі збірної Франції дебютував 10 травня 1934 року проти команди Нідерландів. Це була остання репетиція перед італійським мундіалем. Матч проходив в Амстердамі. У перші 12 хвилин гри господарі поля забили три м'ячі. Майже відразу Фріц Келлер скоротив відрив у рахунку. За півтора тайма футболісти обох команд відзначилися це п'ять разів і остаточний рахунок матчу — 4:5 на користь гостей.
Другий чемпіонат світу проходив за кубковою схемою. Вже на першому етапі, жереб виявився безжальним для французів — збірна Австрії, один з головних претендентів за звання найсильнішої команди планети. Жан Ніколя відкрив рахунок у грі, але на останній хвилині першого тайму Маттіас Сінделар поновив рівновагу. Основний час завершився внічию, а в додаткові півгодини голи Шалля і Біцана змусили збірну Франції поїхати додому. За національну збірну виступав до березня 1937 року; всього провів 8 матчів, 3 голи.
За шість сезонів провів 173 офіційних матчі, 89 забитих м'ячів (у середньому — 0,51 гола за гру). У роки німецької окупації виступав за аматорську команду «Ред Стар» (Страсбург).
Брат — Курт Келлер, свого часу був наймолодшим дебютантом у французькому професіональному футболі. У Лізі 1 захищав кольори клубів «Страсбур», «Сошо» і «Тулуза».

## Досягнення
- Другий призер чемпіонату (1): 1935
- Третій призер чемпіонату (1): 1936
- Фіналіст кубка Франції (1): 1937

## Статистика
Статистика виступів в офіційних матчах:
| Сезон             | Команда           | Чемпіонат | Чемпіонат | Чемпіонат | Кубок | Кубок | Збірна | Збірна |
| Сезон             | Команда           | Ліга      | Ігри      | Голи      | Ігри  | Голи  | Ігри   | Голи   |
| ----------------- | ----------------- | --------- | --------- | --------- | ----- | ----- | ------ | ------ |
| 1933/34           | «Страсбур»        | Д-2       | 27        | 24        | 2     | 1     | 2      | 1      |
| 1934/35           | «Страсбур»        | Д-1       | 30        | 21        | 3     | 3     | 3      | 1      |
| 1935/36           | «Страсбур»        | Д-1       | 17        | 5         | 2     | 0     | —      | —      |
| 1936/37           | «Страсбур»        | Д-1       | 25        | 8         | 7     | 2     | 3      | 1      |
| 1937/38           | «Страсбур»        | Д-1       | 29        | 11        | 2     | 4     | —      | —      |
| 1938/39           | «Страсбур»        | Д-1       | 21        | 7         | —     | —     | —      | —      |
| Усього за кар'єру | Усього за кар'єру | Д-1       | 122       | 52        | 16    | 10    | 8      | 3      |
| Усього за кар'єру | Усього за кар'єру | Д-2       | 27        | 24        | 16    | 10    | 8      | 3      |

Чемпіонат світу 1934 року:
| 1/8 фіналу 27 травня 1934 |

| Австрія                           | 3 — 2 | Франція                       |
| --------------------------------- | ----- | ----------------------------- |
| Сінделар 45' Шалль 93' Біцан 109' | Звіт  | Ніколя 18' Верр'є 115' (пен.) |

| «Муніципальний стадіон Беніто Муссоліні» (Турин) Глядачів: 10 000 |

Австрія: Петер Платцер, Франц Цізар, Карл Сеста, Франц Вагнер, Йозеф Смістик (), Йоганн Урбанек, Карл Цишек, Йозеф Біцан, Маттіас Сінделар, Антон Шалль, Рудольф Фіртль. Тренер — Гуго Майзль
Франція: Алексіс Тепо (), Жак Мересс, Етьєн Маттле, Едмон Дельфур, Жорж Верр'є, Ноель Льєтер, Фріц Келлер, Жозеф Альказар, Жан Ніколя, Роже Рьйо, Альфред Астон. Тренери — Гастон Барро, Джордж Кімптон.